# Marek Solczyński
Marek Solczyński (* 7. května 1961 Stawiszyn) je polský římskokatolický arcibiskup, který vstoupil do diplomatických služeb Svatého stolce v roce 1993 a od roku 2011 působil jako apoštolský nuncius. Nunciem v Tanzanii je od roku 2017.

## Životopis
Po studiu teologie a filozofie byl 28. května 1987 vysvěcen na kněze kardinálem Józefem Glempem. Poté působil jako kaplan v Józefowě.
V letech 1990 až 1992 absolvoval postgraduální studium na Papežské církevní akademii a získal doktorát z kanonického práva. 1. dubna 1993 vstoupil do diplomatických služeb Svatého stolce. Mezi jeho první působiště patřilo Rusko, Organizace spojených národů v New Yorku, USA, Turecko, Česko (Apoštolská nunciatura v České republice) a Španělsko.
Papež Benedikt XVI. jej jmenoval 26. listopadu 2011 titulárním arcibiskupem Caesarea v Mauretánii a apoštolským nunciem v Gruzii. Dne 15. prosince byl také jmenován nunciem v Arménii. Biskupské svěcení přijal z rukou papeže Benedikta XIV. dne 6. ledna 2012. Dne 14. dubna 2012 mu byly předány povinnosti apoštolského nuncia v Ázerbájdžánu.
Dne 25. dubna 2017 jej papež František jmenoval apoštolským nunciem v Tanzanii.